# Shewanella sediminis
Shewanella sediminis es una bacteria degradadora de hexahidro-1,3,5-trinitro-1,3,5-triazina de sedimento marino.  Es psicrofílico y tiene forma de bastón, con la cepa tipo HAW-EB3 T (= NCIMB 14036 T = DSM 17055 T ).

## Otras lecturas
- Aramayo, Rodolfo; Zhao, Jian-Shen; Deng, Yinghai; Manno, Dominic; Hawari, Jalal (2010). «Shewanella spp. Genomic Evolution for a Cold Marine Lifestyle and In-Situ Explosive Biodegradation». PLoS ONE 5 (2): e9109. Bibcode:2010PLoSO...5.9109Z. ISSN 1932-6203. PMC 2824531. PMID 20174598. doi:10.1371/journal.pone.0009109.
- Lohner, Svenja T.; Spormann, Alfred M. (2013). «Identification of a reductive tetrachloroethene dehalogenase in Shewanella sediminis». Philosophical Transactions of the Royal Society B: Biological Sciences 368 (1616): 20120326. PMC 3638466. PMID 23479755. doi:10.1098/rstb.2012.0326.